# Sessho-seki
Sessho-seki (殺生石, Sesshōseki, 'pedra assassina') o Sesshōseki, és una pedra de les muntanyes volcàniques de Nasu, una zona de dins de la Prefectura de Tochigi, Japó, que és famosa per les seves deus termals sulfúriques. En la mitologia japonesa, es diu que la pedra mata qualsevol que hi entra en contacte.
El 5 de març de 2022 es va comunicar que la pedra s'havia partit en dos segurament arran de l'erosió natural.

## Llegenda
Es creu que la pedra és el cadàver transformat de Tamamo-no-Mae (玉藻の前), una bella dona que resultava ser una guineu de nou cues que treballava per a un malvat daimiō que planejava matar l'emperador Konoe i prendre-li tron. Segons l'otogi-zōshi, quan la guineu de nou cues va ser assassinada pel famós guerrer Miura-no-suke, el seu cos es va convertir en la Sessho-seki. Més tard, un sacerdot budista anomenat Genno es va aturar a descansar prop de la pedra i va ser amenaçat per l'esperit de Tamamo-no-Mae. Genno va fer rituals d'exorcisme i va demanar a l'esperit que considerés salvar-lo. Tamamo-no-Mae va cedir i va jurar no tornar a habitar a la pedra mai més.

## En literatura
Hi ha una obra de Noh sobre la pedra, atribuïda a Hiyoshi Sa'ami.
Matsuo Bashō va visitar la pedra al segle XVII i explica la seva visita al seu llibre Oku no Hosomichi (en català Camí estret de l'interior).
La novel·la de Kido Okamoto Tamamo-no-Mae (玉藻の前), que es basa en la llegenda de la pedra, va ser adaptada a pel·lícula d'anime el 1967 amb el títol de Kyuubi no Kitsune to Tobimaru (Sesshouseki) 九尾の狐と飛丸 (殺生石).

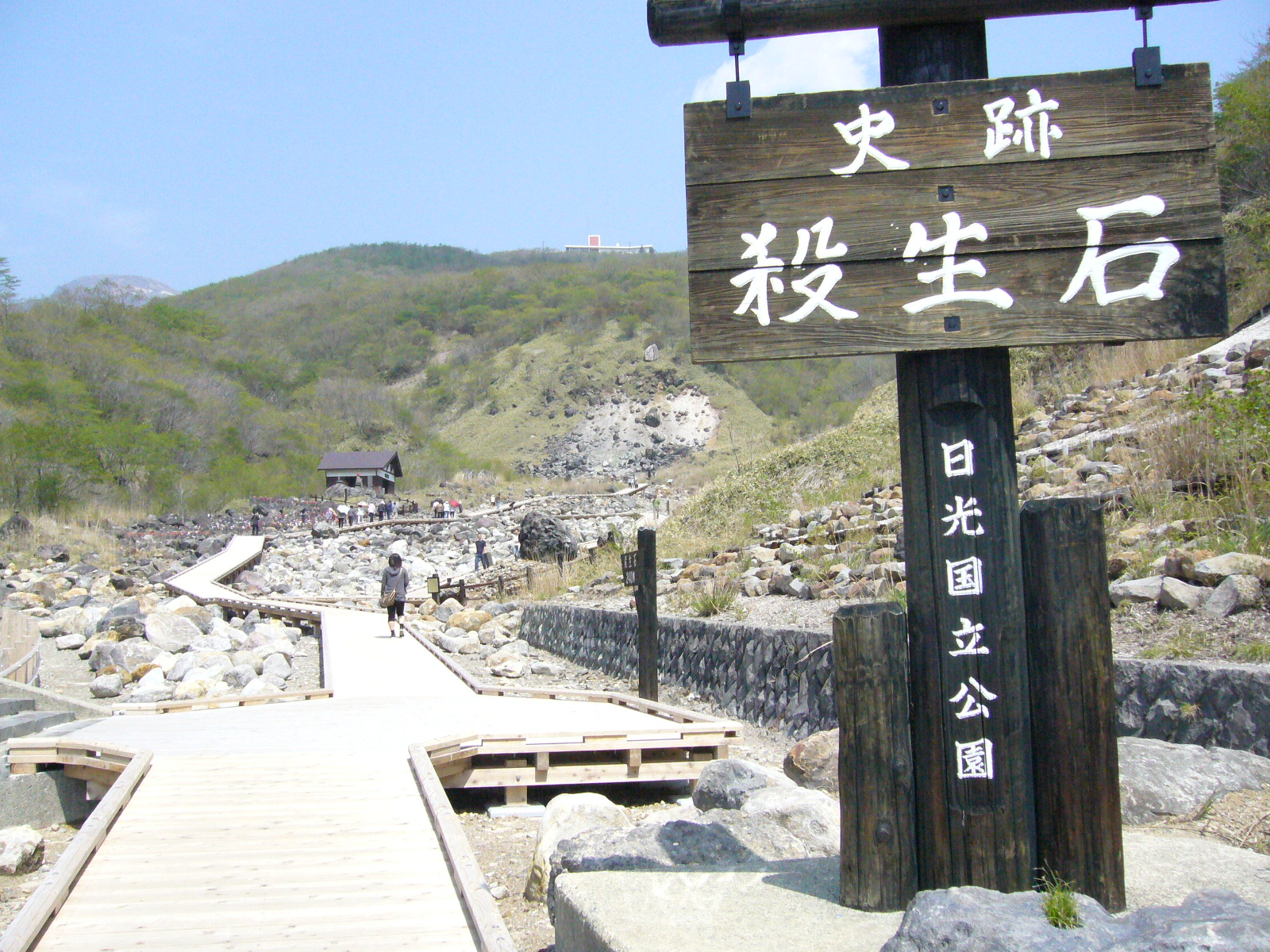
Entrada de la zona
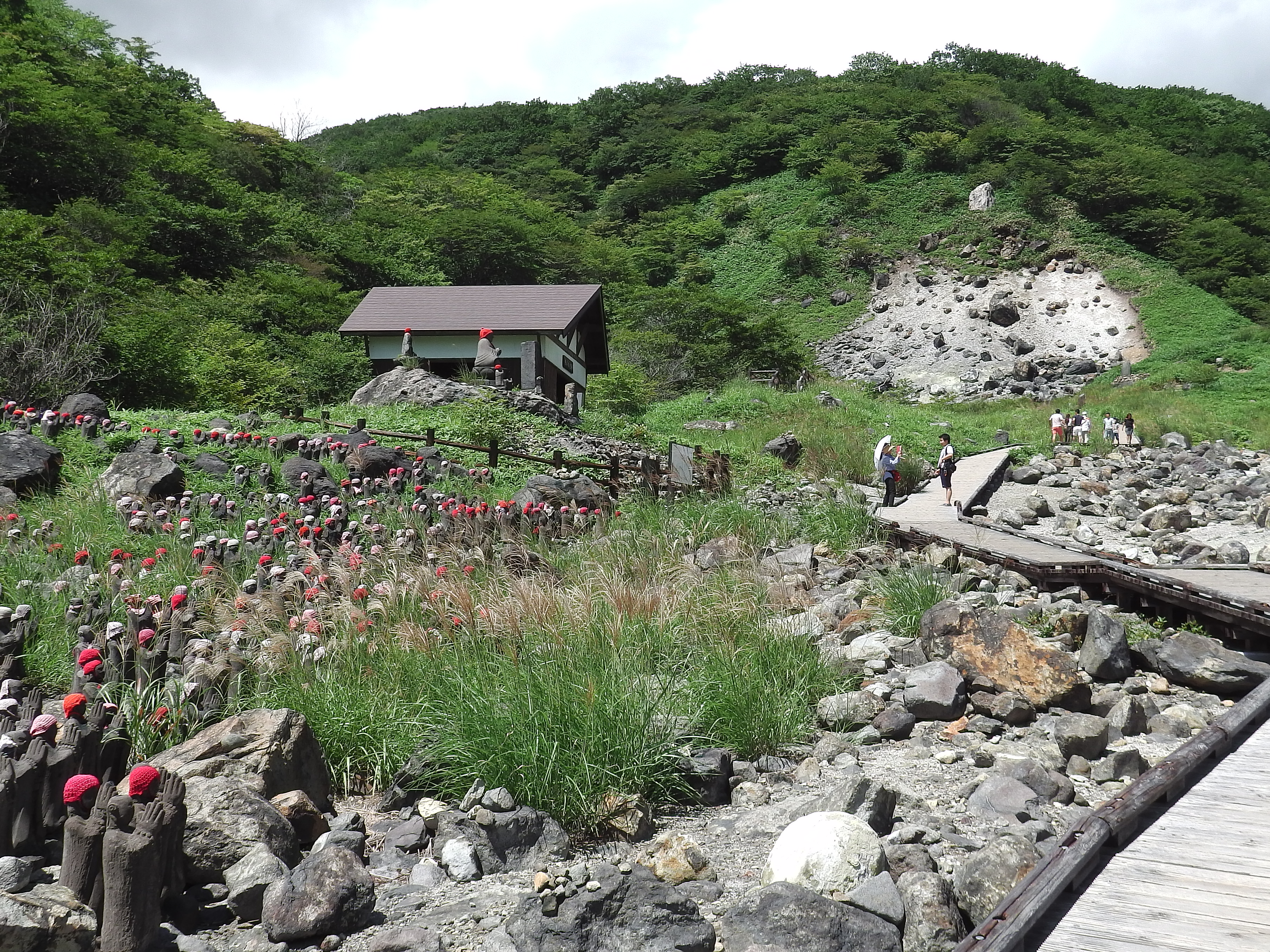
Mil Jizōs (estàtues de pedra de Kshitigarbha)
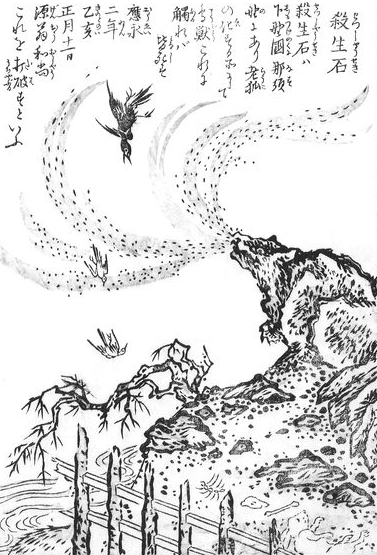
Fotografia de Toriyama Sekien
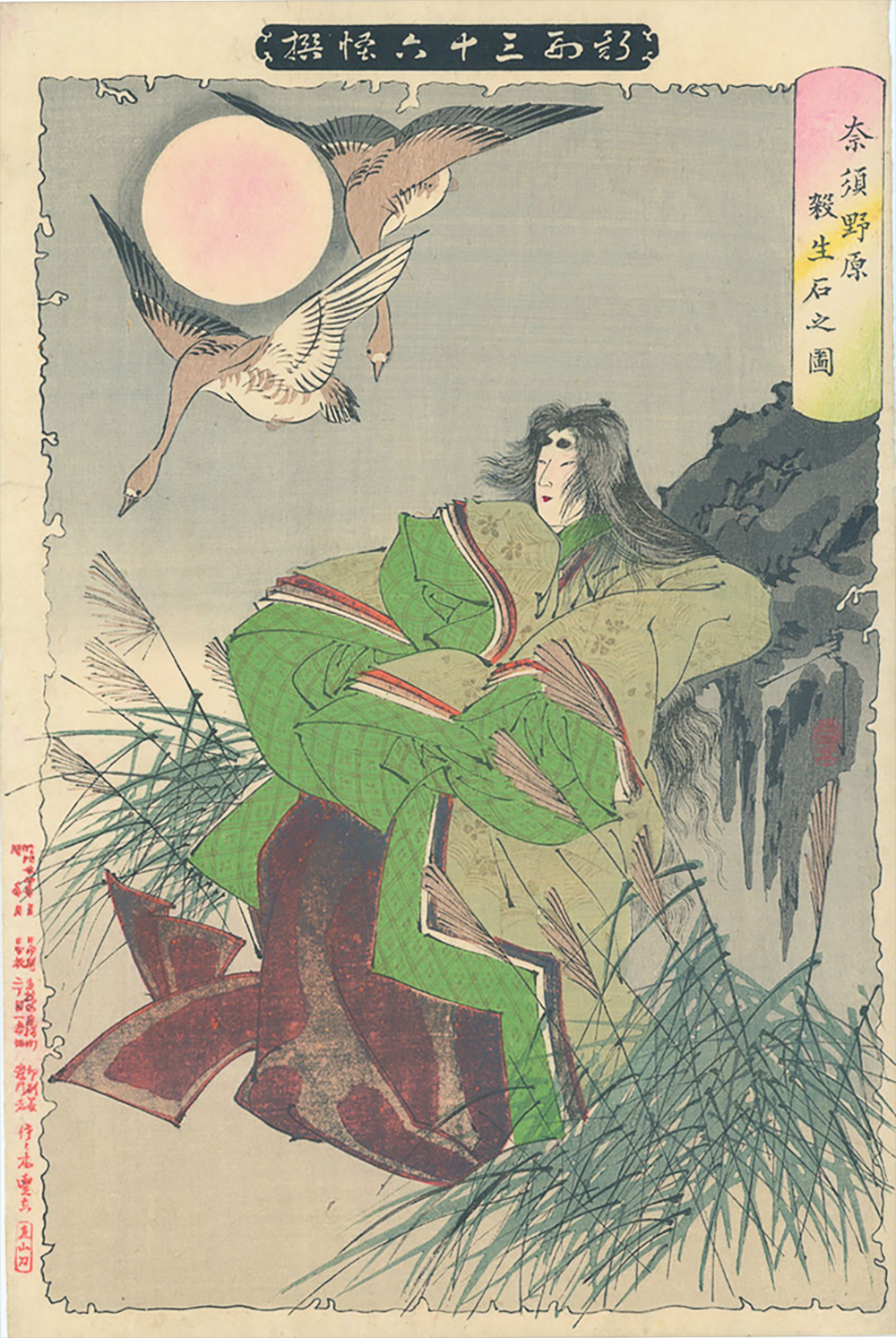
Fotografia de Yoshitoshi